# Walter Bormolini
Walter Bormolini (* 26. September 1986 in Tirano) ist ein ehemaliger italienischer Freestyle-Skier. Er war auf die Buckelpisten-Disziplinen Moguls und Dual Moguls spezialisiert.

## Werdegang
Bormolini trat im Dezember 2002 in Madonna di Campiglio erstmals im Freestyle-Skiing-Weltcup an, wobei er den 42. Platz im Moguls errang und nahm bis 2009 an 31 Weltcups teil. Sein bestes Ergebnis dabei erreichte er im Februar 2007 mit dem 21. Platz in Inawashiro. In der Saison 2005/06 kam er zudem bei den Juniorenweltmeisterschaften 2006 in Krasnoe Ozero auf den 23. Platz im Moguls und bei den Olympischen Winterspielen 2006 in Turin auf den 18. Rang im Moguls. Bei den Weltmeisterschaften 2007 in Madonna di Campiglio belegte er den 35. Platz im Moguls sowie den 32. Rang im Dual Moguls und bei den Weltmeisterschaften 2009 in Inawashiro den 33. Platz im Dual Moguls sowie den 27. Rang im Moguls.

## Erfolge

### Olympische Spiele
- 2006 Turin: 18. Platz Moguls

### Weltmeisterschaften
- 2007 Madonna di Campiglio: 32. Platz Dual Moguls, 35. Platz Moguls
- 2009 Inawashiro: 27. Platz Moguls, 33. Platz Dual Moguls

### Weltcupwertungen
Bormolini nahm an 31 Weltcups teil.
| Saison  | Gesamt | Gesamt | Moguls | Moguls |
| Saison  | Punkte | Platz  | Punkte | Platz  |
| ------- | ------ | ------ | ------ | ------ |
| 2005/06 | 1      | 193.   | 8      | 61.    |
| 2006/07 | 1      | 148.   | 10     | 48.    |
| 2007/08 | 1      | 197.   | 6      | 56.    |